# Boughouf
Boughouf là một đô thị thuộc tỉnh Guelma, Algérie. Dân số thời điểm năm 2002 là 20.921 người.